# 사랑을 부르는, 파리
《사랑을 부르는, 파리》(Paris)는 프랑스에서 제작된 세드릭 클라피쉬 감독의 2008년 멜로/로맨스, 드라마, 코미디 영화이다. 줄리엣 비노쉬 등이 주연으로 출연하였고 브루노 레비 등이 제작에 참여하였다.

## 출연

### 주연
- 줄리엣 비노쉬
- 로망 뒤리스

### 조연
- 파브리스 루치니
- 멜라니 로랑
- 알베르 뒤퐁텔
- 프랑수아 클루제
- 카린 비아르
- 질 를르슈
- 지네딘 수알렘
- 줄리 페리어
- 올리비아 보나미
- 모리스 베니초우
- 오드리 마네이
- 파리다 켈파
- 엠마누엘 쿠아트라
- 넬리 안티그낙
- 조프리 플라텔
- 르니 르 캠
- 사브리나 와자니
- 허버트 세인트 머커리
- 조셉 맬러바
- 앤 베누아
- 오드리 라미
- 사브리나 세이베쿠
- 세드릭 클라피쉬

## 기타
- 협력프로듀서: 세드릭 클라피쉬
- 미술: 마리 체미날
- 의상: 안느 쇼떼
- 배역: 누레딘 알베르디네